# 2019年世界陸上競技選手権大会ザンビア選手団
2019年世界陸上競技選手権大会ザンビア選手団は、2019年9月27日から10月6日までカタールのドーハで開催された第17回世界陸上競技選手権大会のザンビア選手団。

## 選手団
- 人員: 選手 2人

## 選手名簿・結果
| 選手             | 種目     | 予選   | 予選       | 準決勝   | 準決勝   | 決勝     | 決勝     |
| 選手             | 種目     | 結果   | 順位       | 結果     | 順位     | 結果     | 順位     |
| ---------------- | -------- | ------ | ---------- | -------- | -------- | -------- | -------- |
| シドニー・シアメ | 男子200m | 20秒58 | 28位 (4着) | 予選敗退 | 予選敗退 | 予選敗退 | 予選敗退 |
| ヘレン・マクンバ | 女子100m | 11秒73 | 40位 (7着) | 予選敗退 | 予選敗退 | 予選敗退 | 予選敗退 |